# Uspenka
Uspenka (ukrainisch und russisch Успенка) ist eine Siedlung städtischen Typs im Süden der ukrainischen Oblast Luhansk mit etwa 8900 Einwohnern.

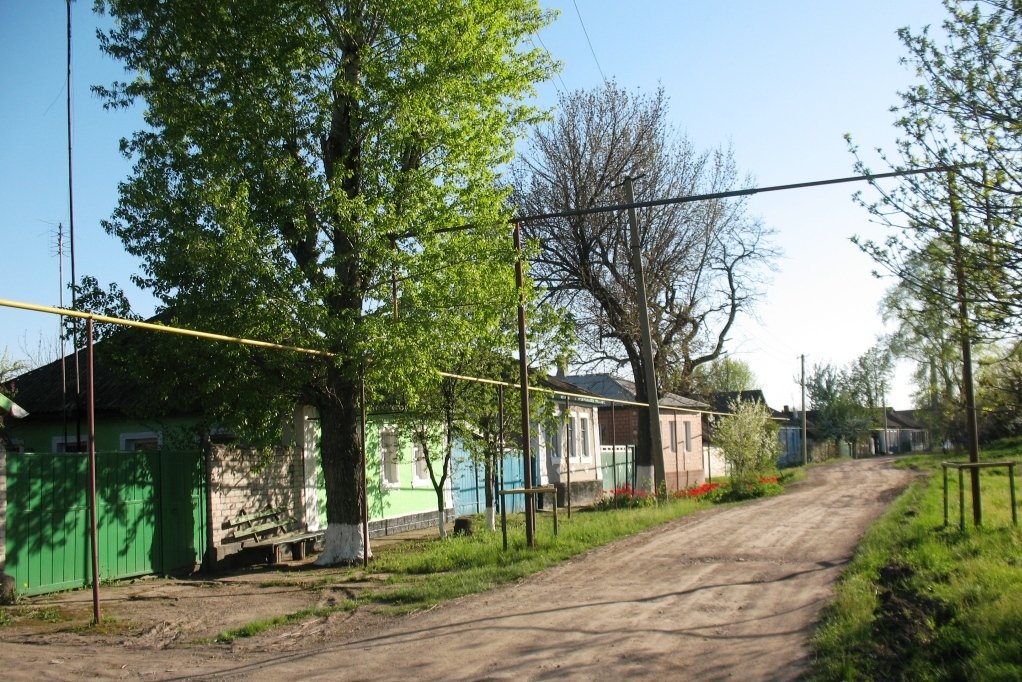
Blick auf Häuser im Ort

Der Ort gehört administrativ zum Rajon Lutuhyne, das Rajonszentrum Lutuhyne ist 4 Kilometer nordöstlich gelegen, die Oblasthauptstadt Luhansk befindet sich 20 Kilometer nordöstlich des Ortes.
Zur gleichnamigen Siedlungsratsgemeinde zählt auch noch die Ansiedlung Myrne (Мирне), durch den Ort fließt der Fluss Wilchiwka (Вільхівка).
Uspenka wurde 1755 also Wilchowa (Вільхова) gegründet, wurde 1764 dann auf seinen heutigen Namen umbenannt und erhielt 1938 den Status einer Siedlung städtischen Typ erhoben. Seit Sommer 2014 ist der Ort im Verlauf des Ukrainekrieges durch Separatisten der Volksrepublik Lugansk besetzt.
Die Kohlemine im Ort besteht schon seit 1802, ist aber auf Grund der erschöpften Rohstoffe nur noch im kleinen Umfang in Betrieb.

## Söhne und Töchter der Ortschaft
- Leonid Iwanowitsch Schabotinski (1938–2016), sowjetischer Gewichtheber